# Lechtaldecke
Die Lechtaldecke ist eine tektonische Deckeneinheit im Bajuvarikum der Nördlichen Kalkalpen.

## Bezeichnung
Die Lechtaldecke ist nach ihrer Typlokalität – den Lechtaler Alpen – benannt.

## Definition

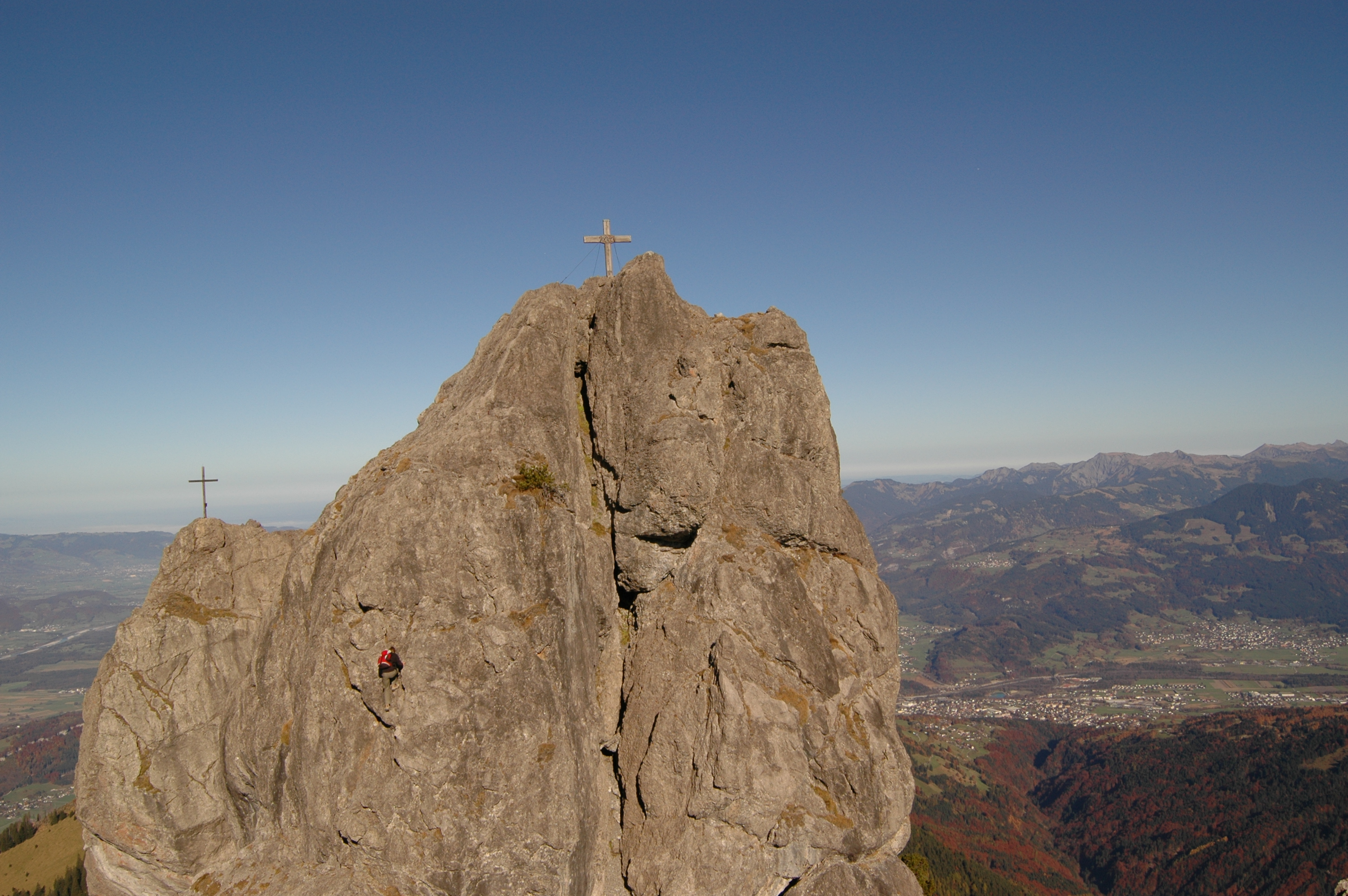
Mittlere und Kleine der Drei Schwestern (2053 m). Die Gipfel bestehen aus Hauptdolomit der Drei-Schwestern-Schuppe der Lechtaldecke

In den zum Oberostalpin (Austroalpin) gehörenden Nördlichen Kalkalpen – ihrer höchsten tektonischen Deckeinheit sedimentären Ursprungs –  können eine Anzahl tektonischer Deckenbereiche unterschieden werden, denen teilweise auch bestimmte Schichtenfolgen zu eigen sind (Anmerkung: Das Oberostalpin für sich genommen stellt im Alpenorogen die höchste tektonische Einheit dar). Von Otto Ampferer und Hammer wurden für den Westteil im Jahr 1911 und von Hahn für den Zentral- und Ostteil im Jahr 1912 drei Hauptdecken abgetrennt – das Bajuvarikum in Liegendposition im Norden, gefolgt vom intermediären Tirolikum und dem Juvavikum des Hangenden weiter südlich.
Das Bajuvarikum wird seinerseits in zwei Deckensysteme unterteilt – das nördliche Tiefbajuvarikum im Liegenden mit der Cenoman-Randschuppe und der Allgäudecke – sowie das südliche Hochbajuvarikum mit der Lechtaldecke.
Im Westen der Nördlichen Kalkalpen folgt auf das Bajuvarikum weiter südwärts das Tirolikum mit der Inntaldecke und der ihr auflagernden Krabachjochdecke.
Das dargestellte Klassifikationsschema war bis 1970 unter Alpengeologen in Gebrauch, bis Alexander Tollmann es leicht abänderte, indem er dem Nordrand der Inntaldecke noch eine Karwendelschuppe vorschaltete. Jedoch wurden selbst an dieser Einteilung seit 2003 Zweifel laut. Mittlerweile haben Kilian und Ortner (2019) das Lechtal- und das Inntaldeckensystem zur neuen Karwendeldecke vereint. Die vormalige Allgäudecke wurde in Tannheimdecke umbenannt.

## Geographische Beschreibung
Die Lechtaldecke weist im Westteil im Durchschnitt eine um 30–40 km schwankende Breite auf, im Osten erreicht sie aber nur etwa 25 Kilometer. Einerseits verschmälert sie sich gegen Osten aufgrund des Vorstoßes des tirolischen Bogens, andererseits vermindert sich die Gesamtbreite der Nördlichen Kalkalpen generell am Westende.
Die Lechtaldecke setzt am Westrand der Nördlichen Kalkalpen bei Vaduz ein. Sie zieht in nordnordöstlicher Streichrichtung bis östlich von Ruhpolding, wo sie von der Staufen-Höllengebirgsdecke des Tirolikums in nordöstlicher Richtung abgeschnitten und überfahren wird. Im anschließenden Zentralteil fehlt sie vollständig und taucht erst östlich der Krems in Gestalt der Reichraminger Decke wieder auf. Diese wird ab den Weyerer Bögen von der Lunzer Decke abgelöst, welche bis zum Ostrand der Nördlichen Kalkalpen nördlich von Wien (Wiener Becken) aushält. Die Lunzer Decke ist aber nicht durchgehend, sondern wird zwischen Hainfeld und der Schwechat von der tirolischen Reisalpendecke und der Göller Decke verborgen.
Die Nordbegrenzung der Lechtaldecke folgt dem Deckenkontakt zur unterlagernden Allgäudecke und ist immer tektonischer Natur.

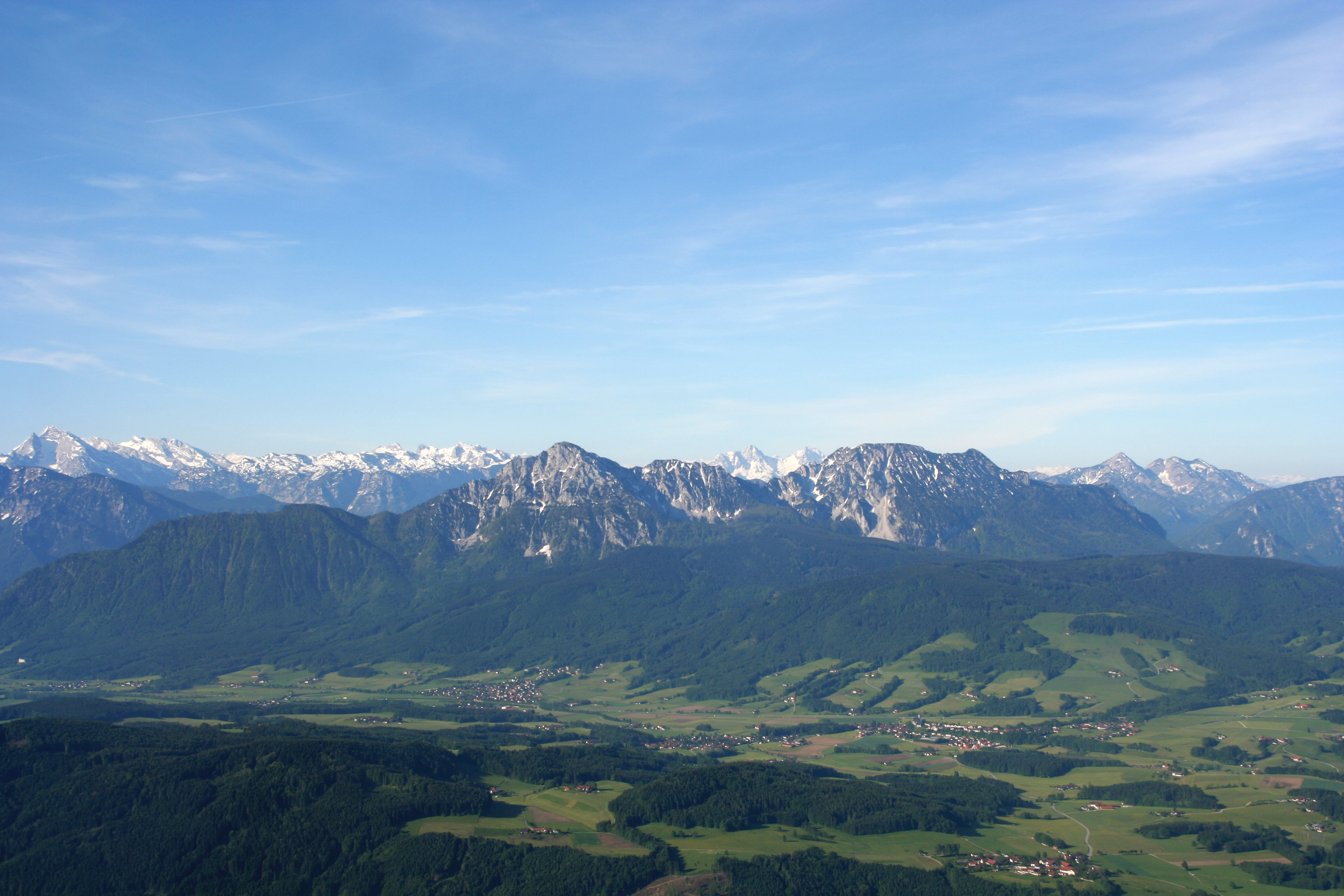
Am Staufen (1782 m) wird die Lechtaldecke vom Tirolikum überfahren und endet hier vorerst

Ihre Südbegrenzung ist weitaus komplexer und ebenfalls immer tektonischer Natur. Sie beginnt im Rätikon mit einem tektonischen Kontakt zu den penninischen Decken des Prättigau-Halbfensters mit der Arosa-Zone (sowie darunter Falknisdecke und Sulzfluhdecke). Südlich von Bludenz stößt die Lechtaldecke dann an die Phyllitgneiszone des Silvretta-Kristallins, welches ebenfalls deckenartig vorliegt. Etwa 15 Kilometer westlich von Landeck trifft sie auf den Landecker Quarzphyllit. Ab Imst wird sie bis an den Inn von der tirolischen Inntaldecke überlagert. Anteile der Lechtaldecke kommen auch noch südlich des Ost- und Westendes der auflagernden Inntaldecke zum Vorschein. Im Westen ist der Südrand der Lechtaldecke über den Einheiten der Zentralalpen sekundär versteilt, ja auf weite Strecken durch einen weiteren jüngeren Nachschub überkippt. Dass die Allgäudecke am Nordrand der Kalkalpen zwar unter die Lechtaldecke untertaucht, am Südrand aber nicht mehr hervorkommt, sondern die Lechtaldecke dort unmittelbar der Landecker-Phyllit/Phyllitgneiszone auflagert, ist dem basalen, schräg gegen Süden absteigenden primären Zuschnitt der großen oberostalpinen Deckenmasse zu verdanken, so dass die Allgäudecke als ein sekundär abgescherter, überschobener Vorderteil der nach Süden stratigraphisch tiefergreifenden Gesamtplatte zu werten ist.
Kurz vor Erreichen des Inns erscheint erstmals die Staufen-Höllengebirgsdecke, die nördlich von Kufstein bis an den Staufen nach Nordosten durchzieht. Im Ostteil beginnt die Südbegrenzung erst wieder bei Grünau und folgt dem Nordrand der Staufen-Höllengebirgsdecke, jetzt aber in südöstlicher Richtung. Ab Steyrling übernimmt dann die Totengebirgsdecke, der Kontakt folgt sodann dem Sengsengebirge bis hin zu den Weyerer Bögen. Ab dem Südende der Weyerer Bögen bildet die Mürzalpendecke den Südrand, gefolgt von der Unterbergdecke östlich von Großreifling. Die Unterbergdecke springt dann östlich des Ötschers nach Südosten zurück und macht der unterlagernden Reisalpendecke Platz, welche die Lechtaldecke in Gestalt der Lunzerdecke südöstlich von Hainfeld schließlich abschneidet. Nachdem die Lunzerdecke östlich der Schwechat noch einmal erscheint, wird ihr Südrand bis zum endgültigen Abtauchen nördlich von Mödling von der Göller Decke markiert.

## Gebirgsgruppen und Berggipfel
Die Lechtaldecke findet sich in folgenden Gebirgsgruppen, die entweder vollständig oder teilweise von ihr aufgebaut werden: Rätikon, Lechquellengebirge, Lechtaler Alpen, Allgäuer Alpen, Ammergauer Alpen, Wettersteingebirge, Mieminger Kette, Estergebirge, Bayerische Voralpen, Karwendel, Brandenberger Alpen, Chiemgauer Alpen, Oberösterreichische Voralpen, Ybbstaler Alpen, Türnitzer Alpen und Wienerwald.
Die Lechtaldecke beherbergt zahlreiche Berggipfel. Ihr höchster mit 3036 Meter ist die Parseierspitze in den Lechtaler Alpen. Als Beispiele seien nur einige herausgegriffen: Augstenberg (2359 m), Biberkopf (2599 m), Bodenwies (1540 m), Drei Schwestern (2053 m), Galinakopf (2198 m), Heiterwand (2642 m), Hochfelln (1674 m), Hochfrottspitze (2649 m), Hochvogel (2592 m), Hohenstein (1195 m), Hohes Licht (2651 m), Krottenkopf (2086 m), Mädelegabel (2645 m), Muttekopf (2774 m), Rappenspitze (2223 m), Rotwand (1884 m), Säuling (2047 m), Schafreuter (2102 m), Schesaplana (2965 m), Valluga (2809 m), Wildberg (2788 m), Zimba (2643 m) und Zugspitze (2962 m).

## Stratigraphie

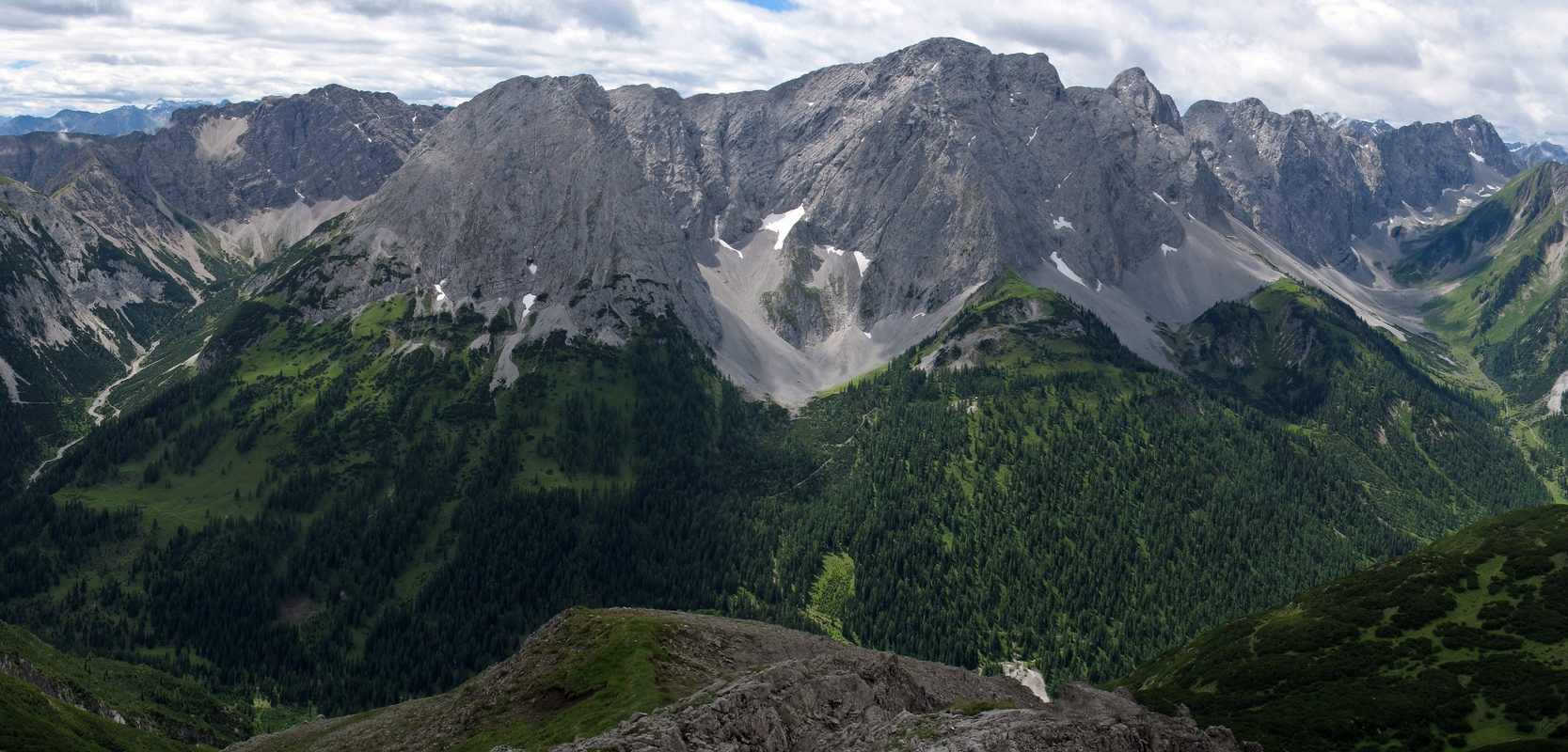
Die Heiterwand (2642 m) der Lechtaler Alpen wird aus Wettersteinkalk aufgebaut

Faziell gehören die Sedimente der Lechtaldecke zur Bayerisch-nordtirolischen Fazies.
Die Lechtaldecke zeigt eine vollständigere mesozoische Schichtenfolge als die Allgäudecke. Ihre älteren Schichtglieder des Permoskyths sind nur an ihrem Südrand aufgeschlossen. Landschaftlich bestimmend sind ihre mächtigen triassischen Carbonatkomplexe des Ladiniums (Wettersteinkalk) und des Noriums (Hauptdolomit). In Ostnordost-streichenden Muldenzügen haben sich meist posttriasische Sedimente, die so genannten Jung-Schichten, erhalten. Diese sind jedoch in Achsenkumulationen durch Abtragung entfernt.
Die flach bis tief marinen, permotriassischen Sedimente der Lechtaldecke waren auf dem südöstlichen Kontinentalrand des zu Pangäa gehörenden Eurasiens abgelagert worden. Dieser Bereich wird jetzt als eigene Mikroplatte namens Alcapia aufgefasst, welche am damaligen Nordwestrand des Meliata-Ozeans – einem Abzweig der Neotethys – gelegen war. Im Unterjura installierte sich ein Dehnungsregime. Durch das Rifting-bedingte Eindringen des penninischen Ozeans entfernte sich Alcapia zusehends von Eurasien. Die während der Trias entstandenen Plattformen auf dem Kontinentalrand ertranken und die flach marine Sedimentation kam zum Stillstand. Während Mittel-, Oberjura und Unterkreide herrschten sodann pelagische Tiefwasserformationen.
Magmatische Gesteine sind in der Lechtaldecke unterrepräsentiert. In den Arlbergschichten des Ladiniums sind die mafischen Vulkanite des Melaphyr von Lech anzuführen. Eine weitere Ausnahme bilden die unterkretazischen Ehrwaldite südlich des Zugspitzmassivs. Es handelt sich hierbei um basanitische Ganggesteine (Nephelinbasanit), die in einer schmalen, knapp 50 Kilometer langen Zone (Puitental) mesozoische Sedimentgesteine bis zur Unterkreide durchschlugen. Ihr Alter wurde mit rund 100 Millionen Jahren bestimmt, sie stammen somit aus dem Oberen Albium. Aus ihrer Gegenwart lässt sich schlussfolgern, dass zur Zeit ihres Magmenaufstiegs keine Subduktionszone unter den Nördlichen Kalkalpen vorhanden war. Ihr Aufstieg war unter Dehnung erfolgt, als die Nördlichen Kalkalpen noch keinen Deckenbau aufwiesen und auf einem kontinentalen Sockel lagen, weit entfernt von einer penninischen Subduktionszone. Der Aufstieg der basanitischen Ehrwalditschmelzen ist möglicherweise einem Horst-Graben-System geschuldet – mit Beziehungen zu transpressiver Tektonik.

### Sedimentärer Inhalt
Die Lechtaldecke zeichnet sich durch folgende Schichtenfolge aus (vom Hangenden zum Liegenden):
- Gosau-Gruppe – Turonium bis Bartonium (Obereozän)
- Branderfleck-Formation – Cenomanium bis Coniacium
- Losenstein-Formation – Albium bis Cenomanium
- Tannheim-Formation bzw. Lech-Formation im Südwesten – Aptium bis Albium
- Schrambach-Formation – Berriasium bis Aptium
- Ammergau-Formation – Kimmeridgium bis Berriasium
- Ruhpolding-Formation – Oxfordium bis Kimmeridgium
- Allgäu-Formation – Hettangium bis Oxfordium
- Adnet-Formation – Hettangium bis Sinemurium
- Zirmenkopf-Kalk – Oberes Rhätium
- Kössen-Formation – Rhätium
- Hauptdolomit – Norium
- Raibler Schichten – Karnium
- Arlberg-Formation – Oberes Ladinium
- Wettersteinkalk/Ramsaudolomit bzw. Partnach-Schichten – Ladinium
- Reifling-Formation (Alpiner Muschelkalk) – Oberes Anisium bis Unteres Ladinium
- Reichenhall-Formation – Anisium
- Alpiner Buntsandstein bzw. Werfener Schichten und Fuorn-Formation – Skythium
- Haselgebirge und Präbichl-Formation (Alpiner Verrucano) – Perm

Meistens beginnt die Schichtenfolge der Lechtaldecke (wie beispielsweise im Karwendel) mit dem norischen Hauptdolomit, der bis zu 800 Meter mächtig und aus einem gut geschichteten, teils stromatolithischen Dolomit aufgebaut wird. Ältere Schichtglieder wie der Alpine Buntsandstein sind meist zurückgeblieben und treten nur am Südrand in Erscheinung.
Nachdem die aus dem Hauptdolomit errichtete Schelfplattform ertrunken war, lagerte sich 250 Meter mächtiger, subtidaler Plattenkalk ab. Der Höhepunkt des Ertrinkens wird im Rhät durch die Becken der Kössen-Formation angezeigt. Die Mergel und Mergelkalke der Kössen-Formation verzahnen sich ihrerseits mit den Plattformsedimenten des Oberrhätkalks. Die Kössen-Formation zeichnet sich durch schwarze Kalkbänke im Dezimeter- bis Halbmeterbereich aus, welche der Kalkalpennordrand-Fazies der Allgäudecke ähneln.
Die Trias/Jura-Grenze brachte mit der Adneter Wende einen grundlegenden Umschwung in der stratigraphischen und tektonischen Entwicklung der Nördlichen Kalkalpen. So hatte der Beginn des Riftvorgangs im Penninikum eine bedeutende Subsidenz und das damit verbundene Ertrinken der triassischen Karbonatplattform ausgelöst. Die an das Rift gebundenen Grabenbrüche bewirkten eine Faziesdifferenzierung. Die Adnet-Formation besteht aus kondensierten, mikritischen, roten Knollenkalken, die auf Untermeeresschwellen abgelagert worden waren, wohingegen die Allgäu-Formation dazwischenliegende Beckenbereiche füllte und dabei Mächtigkeiten von über 1.000 Meter erreichte. Die Synriftsedimentation endete mit der Ruhpoldinger Wende zu Beginn des Oberjuras. Abgesetzt wurden jetzt die Radiolarite der Ruhpolding-Formation – bunte Cherts des Tiefwasserbereichs. Die aus dem Oberjura und der Unterkreide stammende Ammergau-Formation wird von dichten, pelagischen, gut geschichteten Mikriten mit dazwischengeschalteten Mergellagen aufgebaut. Die unterkretazische Schrambach-Formation ist mergeliger Natur und kann eine Wechsellagerung aus Mergeln und Sandsteinen an den Tag legen.

## Struktureller Aufbau

Der Gebirgsstock der Schesaplana (2965 m)

Im Westen der Lechtaldecke ist Schuppenbau vorherrschend, zwischen Lech und östlich des Inns stellt sich jedoch ein sanfterer Mulden- und Sattelbau ein.

### Schuppenbau
Der Schuppenbau ist insbesondere im Rätikon sehr deutlich entwickelt. Unterschieden werden hier beispielsweise die Drei-Schwestern-Schuppe um den Galinakopf, die Heubühl-Schönberg-Schuppe bei Malbun, die Augstenberg-Schuppe um den Augstenberg, die Gorfion-Schuppe des Gorfions, die Fundelkopf-Alpila-Scholle um den Fundelkopf, die Zimba-Schesaplana-Schuppe nördlich um die Schesaplana und die Frescalot-Kristakopf-Scholle um den Kristakopf. Entlang der einzelnen Schuppengrenzen erscheint vielerorts die Arosa-Zone, die gelegentlich auch diapirartig aufdringt. Beispiele hierfür liefern der Loischkopf und der Spitz.
Schuppen östlich des Rätikons sind beispielsweise die Madrisa-Schollenzone, die Allgäuer-Hauptkamm-Schuppe und die Ramstall-Schuppe.

### Faltenzüge
Am Nordrand der Lechtaldecke erscheint der Große Muldenzug (auch Hochbajuvarische Randmulde), der zum Teil beträchtlich auf die Allgäudecke überschoben ist. Südlich anschließend verläuft die Heckenbach-Antiklinale und das Bayerische Synklinorium – eine Doppelmulde mit Zwischensattel, die vom Plansee im Ammergebirge bis nach Ruhpolding im Osten reicht. Noch weiter südlich folgt der Wamberger Sattel von Garmisch-Partenkirchen bis östlich von Kufstein. Westlich der Zugspitze läuft zwischen Lech und Loisach die Holzgauer Mulde, die sich weiter in die Puitental-Zone fortsetzt. Östlich der Isar tritt die Karwendelmulde (auch Wetterstein-Karwendel-Mulde) in Erscheinung, die sich über Spezialfalten in die nordöstlich versetzt laufende Thierseermulde verlängert. Die Thierseermulde taucht dann nördlich von Kufstein axial unter die nach Nordosten vorgreifende Staufen-Höllengebirgsdecke des Tirolikums ab bzw. wird von letzterer überfahren. Im Osten erscheint außerdem der Guffert-Pendling-Sattel.

## Tektonik

### Organisation

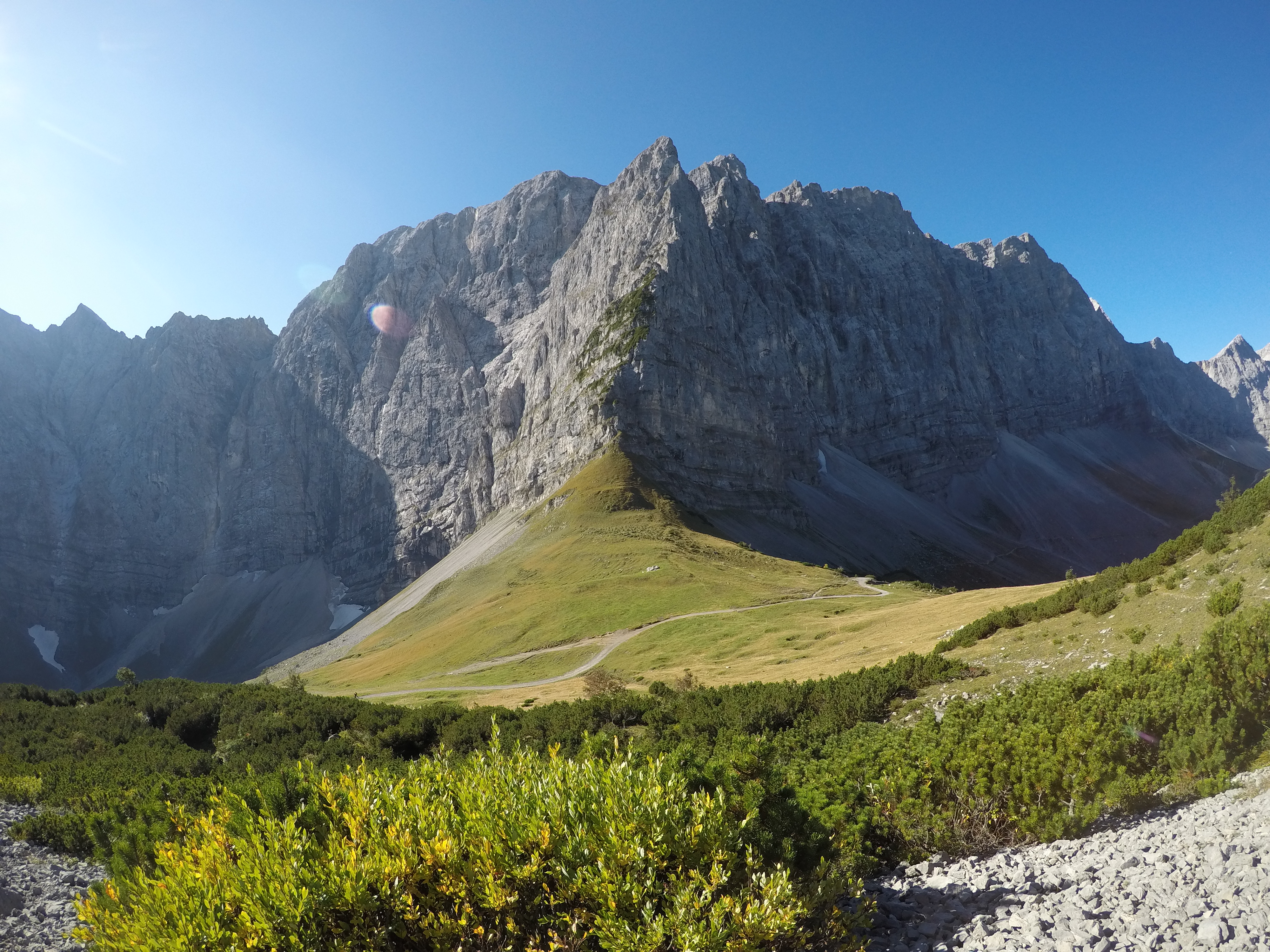
Blick vom Teufelskopf auf die aus Wettersteinkalk aufgebauten Laliderer Wände. Entlang des Wandfusses verläuft am Hohljoch die flache Deckenüberschiebung der Inntaldecke über die Lechtaldecke.

Die Überschiebungsweite der Lechtaldecke über die Allgäudecke ist bedeutend. So kann im Raum Bad Hindelang und dem Ostabschnitt des Hornbach-Halbfensters ein Betrag von 23 km abgelesen werden. Die Überschiebungsweiten nehmen dann gegen Osten auf nur noch 5,5 Kilometer ab. Die tatsächlichen Überschiebungsweiten dürften aber diese Abschätzungen um einiges übertreffen.
Innerhalb des Deckenstapels lassen sich drei Überschiebungsbahnen erster Ordnung unterscheiden, welche sich fazieller Übergänge im Sedimentpaket und daraus entstehender Kompetenzunterschiede bedienen. Die Innenarchitektur des Deckenstapels wurde hauptsächlich von bereits vorhandenen Querbrüchen bestimmt.

### Zeitliche Entwicklung
Der Gebirgsbildungsprozess der Alpen wird durch die Schließung ihrer beiden ozeanischen Bereiche – dem Meliata-Ozean einerseits und dem Ligurien-Piemont-Ozean (mit seinem Abzweig dem Valais-Ozean) andererseits – charakterisiert. Die tektonische Entwicklung der kompressiven Einengungen in den Nördlichen Kalkalpen erfolgte hierbei in zwei Hauptstufen. Im Zeitraum späte Unterkreide bis Oberes Eozän bildete sich ein mit Faltenzügen durchsetzter, Nordwest-vergenter Deckenstapel (Englisch fold-and-thrust-belt) aufgrund von transpressiven, rechtshändigen Scherbewegungen im orogenen Kollisionskeil des Ostalpins. Diese Eoalpine Orogenese war der Obduktion der Meliata-Ophiolite (Kimmerische Phase) über das Sedimentpaket des Oberostalpins hinweg auf den südöstlichen Kontinentalrand Alpacias gefolgt. Nach den jüngsten betroffenen Sedimenten zu urteilen, hatte der eoalpine Deckenstapelungsprozess im späten Albium eingesetzt. Die Überschiebungsrichtung und Vergenz des Faltenbaus war Nordwest bis Nordnordwest.
Nach der erfolgten Kontinentalkollision – mit dem Oberostalpin diesmal in Hangendposition – kam es zur isostatischen Heraushebung des Orogens. Diese Mesolpine Hauptphase des Paläogens war der Schließung des penninischen Ozeans im Obereozän geschuldet. Das Spannungsfeld hatte mittlerweile eine Drehung im Uhrzeigersinn erfahren und war jetzt Nord-Süd bis Nordnordost-Südsüdwest orientiert.
Im internen Grundgebirge des Austroalpins werden diese beiden Gebirgsbildungsphasen durch ein Dehnungsregime in der Oberkreide eindeutig voneinander getrennt. Im externen Deckenstapel scheint dies aber nicht der Fall zu sein, vielmehr sind hier die Deformationen durchgängig – wie verschiedene synorogene Sedimentfolgen mit growth strata verdeutlichen.
Im Miozän wurden schließlich im Verlauf der Neoalpinen Phase Krustenkeile in den zentralen Ostalpen nach Osten ausgepresst, wodurch die Scherbewegungen in ihr linkshändiges Gegenteil umschlugen. Die Scherungen bewirkten gravitativ gesteuerte Zergleitungsvorgänge unter seitwärtiger Streckung. Die Anlage von Abschiebungen und die Reaktivierung älterer Störungen führte zur Ausbildung intramontaner Becken. Das Spannungsfeld schwankte zwischen Nordwest und Nordost und wiederholte in gewisser Weise die Richtungsverhältnisse der Oberkreide und des Paläogens.

### Alter
Die Lechtaldecke hatte sich während des Albiums vor 110 bis 100 Millionen Jahren über die spätere Allgäudecke geschoben, wobei ihre Basis verfaltet wurde. Sie erreichte dann im Verlauf des Turoniums und Coniaciums die Cenoman-Randschuppe und überfuhr dabei gleichzeitig die penninische Arosa-Zone, die teppichartig ausgewalzt wurde. Die Decken des Rhenodanubischen Flyschs wurden erst im Maastrichtium berührt. Die Stapelung des Inntaldeckensystems im südlichen Rücken der Lechtaldecke geschah nach dem Cenomanium und erfolgte außer der Reihe (out-of-sequence).